# Gladys Zender
Gladys Zender Meier (tên khai sinh là Gladys Rosa Zender Urbina) là một hoa hậu Peru đã làm nên lịch sử khi đăng quang danh hiệu Hoa hậu Hoàn vũ 1957. Bà đã trở thành người phụ nữ Peru cũng như Mỹ Latinh đầu tiên đăng quang Hoa hậu Hoàn vũ.
Chiến thắng của Gladys gây ra nhiều tranh cãi khi cô đăng quang Hoa hậu Hoàn vũ lúc mới 17 tuổi. Tuy nhiên ban tổ chức của cuộc thi quyết định cô vẫn được phép giữ lại vương miện do tại Peru, một người được công nhận lớn hơn 1 tuổi khi họ nhiều hơn tuổi thật của mình ít nhất 6 tháng.
Năm 1965, bà lấy Antonio Meier và bắt đầu cuộc sống gia đình với 4 người con. Một trong những con trai của bà Christian Meier sau này trở thành một diễn viên và ca sĩ nổi tiếng ở Peru.